# Hyposada devia
Hyposada devia là một loài bướm đêm trong họ Erebidae.